# Make Mine Music
A Make Mine Music 1946-ban bemutatott amerikai rajzfilm, amely a 8. Disney-film. A címe magyarul kb. Játssz nekem. Spanyol verziója: Música Maestro címen készült, főként mexikói piacra. Az animációs játékfilm rendezői Jack Kinney, Clyde Geronimi, Hamilton Luske, Joshua Meador és Robert Cormack, a producere Walt Disney. A zenéjét Benny Goodman, Osvaldo Farrés, Ken Darby, Turner Layton, Charles Wolcott, Szergej Szergejevics Prokofjev, Allie Wrubel, Gaetano Donizetti és Gioachino Rossini szerezte. Műfaja: zenés film.
Amerikában 1946. augusztus 15-én mutatta be az RKO Radio Pictures.
Ez a nyolcadik egész estés animációs film a Walt Disney filmek listáján. Sorrendben megelőzi a Bambi, de stílusa, műfaja a Fantasia közvetlen folytatása – igaz, ez már nem készült sztereo hanggal. A film sikerére alapozva az RKO Radio Pictures készített egy hasonló című filmet, ezt azonban nem a Disney stúdió készítette.
A második világháború alatt a filmesek legtöbbjének be kellett vonulnia, így sok munkatársnak a Walt Disney stúdióból is. Ugyanakkor a kormányzat minél több háborús propaganda filmet kívánt. Ekkoriban terjedt el a többrészes filmek divatja (angolul: package film), amely több, neves szerző közreműködésével készült. Ebben az időszakban a Disney stúdió négy egész estés filmet volt képes készíteni. Ezek a Fantasia, a Saludos amigos, a Három lovag, és a Make Mine Music. A film részeit akkoriban segmentnek hívták, mai szóhasználattal ezeket klipeknek neveznénk. A film jellegzetes pasztell színekben készült, mert a Disney stúdió kerülni akarta a túl hivalkodó színek által okozott zavart
Később a filmet nevezték 1946-ban a Cannes-i fesztiválon, ahol díjat is nyert: Robert Cormack a legjobb animációs rendezésért és Walt Disney a fesztivál nagydíját nyerte el.

## A film fejezetei
Az angol szóhasználat szerint: segments. A film tíz ilyen részből áll. A főcím alatt azonos szavakkal kezdődő dalt hallunk:
Make mine music and my heart sing. Make mine music and it's always spring
Játssz nekem, és dalol a szívem. Játssz nekem, és örökké tart a tavasz

### The Martins and the Coys
„Martinék és a Coy család” (Coy nagyapó, Henry Coy és Grace Martin)
Címsor: King's Men sing ... a Rustic Ballad – The Martins and the Coys
Ezt a részt az akkoriban a rádióműsorokból igen népszerű King's Men énekegyüttes adta elő. A dal népmesei stílusban adja elő, hogy küzdött meg egymással fegyveresen a Hatfield és a McCoy család. A zene jellegzetes hillbilly. A két család közti perpatvar a polgárháború idejében dúlt különféle okokból, de leginkább Roseanna McCoynak a Hatfield családdal kapcsolatos szerelmi ügye miatt. A lövöldözős történetet nem találták megfelelőnek gyermekek számára; ezért később kivágták a videó változatból.
A történetben bosszú bosszút követ. A halottak a mennybe szállnak. De, mivel ott sem nyugodhatnak, hát két különböző felhőn tartják égi pihenőjüket. Még a mennykő is külön-külön csap le a földiekre. A happy end persze nem marad el: Henry és Grace összeházasodnak, és mindeni táncra perdül – igazi Disney módon
Szerzők: Al Cameron és Ted Weems; Oliver Wallace feldolgozása.

### Blue Bayou
Jelentése: Kék folyó. Így nevezik az Egyesült Államokban a síkvidéki, lassú folyású, kis esésű folyókat. Disney-re jellemző lírai filmrészlet. Két szín uralkodik: fehér madarak a kék folyó és a kék ég, mint háttér előtt.
Disney eredetileg Claude Debussy Clair de Lune (Holdfény) című zenekari művét szerette volna filmre vinni, s ez már a Fantázia készítésénél is felmerült. A Clair de Lune Paul Verlaine versének zenei megfogalmazása, a Suite Bergamasse harmadik tétele. Az Fantázia című filmben Leopold Stokowski vezénylésével zenekari változatban adták elő; a film azonban túl hosszúra nyúlt, ezért kihagyták belőle. Évtizedeken át elveszettnek hitték, de a század végén megtalálták az eredeti celluloid kópiát, és digitálisan felújították. 1946-ban még megvolt a kópia, de a Disney stúdió úgy döntött, hogy a szimfonikus muzsika helyett populárisabb zenével hozzák forgalomba. Így született meg a régebbi rajzfilm és a frissebb zene egyesítésvel az a változat, amely belekerült a Make Mine Music című filmbe a Ken Darby Singers (Ken Darby Chorus) által előadott Blue Bayou, Disney megfogalmazása szerint impresszionista Tone poem (hangköltemény).
Szerzői: Bobby Worth és Ray Gilbert

### All the Cats Join In
All the cats join in caricature, Macskák karikatúrában.
A filmben lévő két Benny Goodman felvétel egyike, pontosabban: Benny Goodman and his Orchestra. A rajzoló ceruzája alatt táncot járnak a macskák. Ez a tánc aztán a negyvenes évek tinédzsereinek táncába megy át, meglepő hasonlatossággal a rock and rollhoz (ez az időszak volt a szvingkorszak csúcspontja).
Ének: Pied Pipers

Szerzők: Alec Wilder, Ray Gilbert és Eddie Sauter

### Without You
I'm so lonely and blue When I'm without you

Oly magányos és szomorú vagyok így nélküled
G. Dénes György szövegével:

Csupa könny a szobám, ha nem vagy nálam...
A dalban szereplő személy szerelméhez énekel: Jöjj le a mennyből, és térj vissza hozzám. Énekli: Andy Russell.
Szerzők: Osvaldo Farrés és Ray Gilbert

### Casey at the Bat
Casey az 1880-as évek legendás, és kissé agresszív baseball-játékosa volt. Sok történet, és Thayer verse őrzi a nevét.
A filmrészlet a következőket személyesíti meg: Casey, Cooney, Barrows, Jimmy Flynn, Blake, a direktor, a bíró, a dobó játékos. A jelenetet önállóan is kiadták 1954-ben: Casey bats again.
Szöveg: Ernest Lawrence Thayer humoros költeménye. Mesélő: Jerry Colonna, zene: Ken Darby. Érdekesség olvasható erről a részről az IMDB szerveren Ennek értelmében a muzsikusok: tuba: Ward Kimball, harsona: Ollie Johnston, Dob: Frank Thomas, trombita: Marc Davis, fuvola: Walt Disney, triangulum: ismeretlen, valószínűleg Fred Moore.

### Two Silhouettes
Két árnyék árnyjátéka
Ez a rész két valóságos, és különlegesen népszerű balett-táncos kettősén alapul: David Lichine (Давид Лишин) és Tatjána Rjabusinszkaja (Татьяна Михайловна Рябушинская), mindketten a párizsi orosz emigráció tagjai voltak (lásd: Szergej Pavlovics Gyagilev, Vaclav Nyizsinszkij). A filmen nem személyesen, hanem csak árnyékukkal szerepelnek. Táncukat mozgó hátterek és látványos képek kísérik. A két monte-carlói táncosról készült mozgófilmet a mélységes titoktartás alatt, Disney által szabadalmaztatott eljárással, a Rotoscope-pal másolták át a rajzolók a lemezre. Ez az eljárás azelőtt kissé darabossá tette az animációt. Ezért is döntöttek a táncosok rajza helyett a sziluettek megjelenítése mellett.
Dinah Shore énekli a háttérzenét.
Zene: Charles Wolcott, szöveg: Ray Gilbert és Al Sack

### Péter és a farkas
A Make Mine Music ezen része az azonos című, eredetileg tizenöt perces rövidfilm nyomán készült Prokofjev: Péter és a farkas 1936-os művének dramatizált változata.
A történet szerint egy orosz kisfiú, Péter, nagyapja intelmei ellenére vadászni megy az erdőbe. Barátai, az állatok kísérik: Szása, a kismadár; Szonja, a kacsa és Iván, a macska. A rajzfilm karikaturisztikusan mutatja be a kis vadászt: dugós puskával megy vadászni.

Szerepek:
| a kismadár | fuvola   |
| a kacsa    | oboa     |
| a macska   | klarinét |
| a nagyapó  | fagott   |
| a vadászok | üstdob   |

Zene: Szergej Szergejevics Prokofjev. Mesélő: Sterling Holloway
Érdekesség: ennek a résznek a címe cirill betűkkel jelenik meg: Петя и волк

### After You've Gone
Ha elmentél
Ebben a részben Benny Goodman kvartettje muzsikál, a képen a megszemélyesített hangszerek játékát látjuk.
A muzsikusok: Cozy Cole, Sid Weiss, Teddy Wilson és Benny Goodman
Zene: Turner Layton, szöveg: Henry Creamer

### Johnny Fedora and Alice Blue Bonnet
A címben kitalált nevek szerepelnek. A Fedora a negyvenes években divatos kalapforma volt, Bluebonnet a Texasban élő csillagfürt neve, illetve ennek színéről elnevezett puha anyagból készült női fejfedő.
A címben szereplőket két kalap személyesíti meg. Egy üzlet kirakatában egy férfikalap (Johnny) és egy női kalap (Alice) nézi egymást vágyakozva. Alice-t eladják. Johnny elindul, hogy megtalálja őt, ezalatt mindketten rengeteg kalandon mennek keresztül. A történet csattanója: mindkét kalap egy-egy ló fején végzi. Ezt a részt önállóan is bemutatták 1954. május 21-én.
Az előadók: az Andrews Sísters.
Zene Allie Wrubel, szöveg: Wrubel és Ray Gilbert.

### Willie The Operatic Whale
Willie, a cet, aki a Metropolitanban szeretett volna énekelni
 – Opera Pathetique
A történet megszemélyesítve mutatja be a következőket: Tetti Tatti impresszárió, Isolde és Whitey
A címszereplő egy ámbráscet, aki csodálatosan énekel, és minden vágya, hogy felléphessen az operaházban. Tetti-Tatti meg akarja szerezni színháza számára, és saját maga áll a szigonyágyú mögé, hogy elfoghassa ezt a csodálatos élőlényt. A matrózok azonban nem engedik, mert hallani akarják a cet gyönyörű énekét. Willie végül eljut a Metropolitanba, ahol bemutathatja adottságait, például egymaga énekli el a három férfihangot, a Gaetano Donizetti Lammermoori Lucia című darabjának szextettjét. Tetti-Tatti felkiált: ez a cet három énekest is lenyelt! Rövidesen halljuk Gioachino Rossini A sevillai borbély és Friedrich von Flotow Martha (sőt, Bajazzók, Trisztán és Izolda, Mefistofele) egy-egy részletét, mindet a cethal előadásában. Emellett még egy néger spirituálé is elhangzik: Shortnin' Bread:
Mammy's little baby loves short'nin', short'nin',

Mammy's little baby loves short'nin' bread

Anyuka kisbabája szereti a zsíros kenyeret

A szigonyágyú végül célba talál, Willie a mennyországba kerül, ő természetesen ott is énekel. És ott is megjelenik a felirat: 
A jelenet érdekessége, hogy Nelson Eddy szopránt, tenort, baritont és basszust is énekel, sőt: triót is énekel önmagával.

## Szereplők
| Színész                     | Szereplő                                                        |
| --------------------------- | --------------------------------------------------------------- |
| Benny Goodman               | hangszeres muzsikus (All the Cats Join In és After You've Gone) |
| David Lichine (Dávid Lisin) | táncos (Two Silhouettes)                                        |
| Tatjána Rjabusinszkaja      | tánc (Two Silhouettes)                                          |
| Hang                        | Firkaszereplő                                                   |
| Nelson Eddy                 | mesélő; ének (The Whale Who Wanted to Sing at the Met)          |
| Dinah Shore                 | ének (Two Silhouettes)                                          |
| The Andrews Sisters         | énekesek (Johnny Fedora and Alice Bluebonnet)                   |
| Jerry Colonna               | mesélő (Casey At the Bat)                                       |
| Sterling Holloway           | mesélő (Peter and the Wolf)                                     |
| Andy Russell                | ének (Without You)                                              |
| The Pied Pipers             | énekesek (All the cats join in)                                 |
| The King's Men              | énekesek (The Martins and the Coys)                             |
| The Ken Darby Chorus        | énekesek (Blue Bayou)                                           |

## Video forgalmazás
A Make Mine Music először lézerlemezen és VHS kazettán került forgalomba 1985. október 21-én Japánban, majd DVD lemezen 2000. június 6-án, mint Walt Disney Gold Classic Collection. A The Martins and the Coys című részből a pisztolypárbajt kivágták, mint a gyermekekre káros tartalmat. Két része már előzőleg, önállóan is forgalomba került 1980 és 1990 között: Willie the Operatic Whale és a Péter és a farkas.